# Timelapse of the Future
Timelapse of the Future: A Journey to the End of Time é um web film curta-metragem de 2019, de base multissensorial, hipotético, animado e um pseudodocumentário criado pelo musicista e diretor estadunidense John D. Boswell. O filme de 29 minutos é um flowmotion—uma combinação de hyperlapse, time-lapse e filmagens comuns— do universo, indo de 2019 até o fim do tempo, feito tanto de imagens originais e imagens fair use de filmes, Internet e falas de cientistas, com o avanço dobrando a cada cinco segundos, usando o conhecimento atual, combinando hipóteses diferentes. É uma continuação de Timelapse of the Entire Universe, mas também é um standalone, com os dois podendo serem tratados dessa forma.
A produção durou seis meses. Houve tweets datando de até um ano antes sobre o filme, seguidos por um teaser inicial, como também um anuncio no dia 14 de fevereiro de que era o "meu lançamento mais ambicioso a data," seguido por outro sneak peek e um teaser de 70 segundos. O filme foi lançado no canal Melodysheep do Boswell no dia 20 de março, com a possibilidade de assistir sem propagandas no seu Patreon. O filme foi então exibido na Cidade de Nova York no dia 2 de maio. No dia 25 de julho, foi exibido em São Francisco, com a última exibição ocorrendo em São Petersburgo, Rússia, no dia 3 de novembro, como parte do World of Knowledge Film Festival. Deveria ter ocorrido uma apresentação em Boise, Idaho, mas foi adiada devido a pandemia de COVID-19. O filme venceu o 2020 Webby Awards, ganhando dois prêmios.
Com a receita maior do que todos os seus demais trabalhos, o filme recebeu mais atenção do que os demais, com resenhas geralmente positivas, louvando a narrativa, visuais e sonoplastia, mas também foi criticado por ser, sem intenção, enganador. Uma música e videoclip da Noah Cyrus foi inspirada pelo filme e ela também louvou os elementos existenciais do filme, que também foi categorizado como um vídeo viral no Youtube.

## Plot
Uma citação de Helen Keller é apresentada: "Tudo tem suas maravilhas, até mesmo a escuridão e o silencio."
O Antropoceno começa. Ocorrências naturais, como a mudança do Rio Nilo, tornados e a enchente da cidade de Nova York acontecem, como também os eventos revolucionários da humanidade de sobrevivência, como o pouso em Marte e o giro do campo magnético terrestre. O cometa Hale-Bopp retorna no ano de 3357, seguido por uma drástica subida do nível do mar, um impacto de um asteroide de 30 metros e a Antares explodindo numa supernova. O Sahara se torna tropical em 14,811 e a Voyager 1 passa pela Gliese 445 em 38,874. No ano de 97,583 o supervulcão Yellowstone entra em erupção, seguido pelo desaparecimento das pegadas da Apollo 11 em 968,657 e a Betelgeuse explodindo numa supernova em 1,618,565. Uma erupção de raios gama ocorre, seguido pela lua de Marte se tornando um anel em 13,109,213, enquanto os anéis de Saturno desaparecem em 26,565,938. A Antártida derrete no ano de 43,343,155, seguida pelo impacto de um grande asteroide no ano de 70,606,131 e a formação de um supercontinente em 153,793,159. A luminosidade do Sol aumenta em 427,821,025, fazendo com que as plantas venham a morrer em 833,270,413 seguidas pela vida no geral em 2,952,729,059. Os oceanos também evaporam nessa época. Então o Sol expande numa gigante vermelha e morre como anã branca em 7,650,412,497. As outras estrelas, lentamente, morrem, fazendo com que o universo termine da forma oposta de um bang. As últimas anã vermelhas morrem no ano 100 trilhões.
A Era Degenerada começa no ano 143 trilhão. O universo é cheio de pulsares, buracos negros e anãs marrons, mal iluminados por, somente, anãs brancas. No decorrer do tempo, a maioria dos restos de estrelas moribundas e objetos são ejetados de suas galáxias para o congelamento no espaço interestelar pela gravidade. Por acidente, algumas anãs marrons colidem e formam novas anãs vermelhas, enquanto estrelas de nêutrons causam supernovas superluminosas. A vida extraterrestre poderá estar vivendo ao redor de anãs brancas envelhecidas, mas até elas morrerão ao se tornarem anã negra. Em algum ponto, qualquer matéria degenerada que não escapou de sua galáxia será sugada por um buraco negro supermassivo em seu centro. Então, o filme olha para a possibilidade de um modelo cíclico, onde quaisquer civilizações avançadas possam utilizar os buracos negros como fonte de energia para a desaceleração do seu tempo subjetivo como forma de sobreviver ao fim e expansão do universo, no ano de 9 bilhões, trilhões, trilhões. Entretanto, se os prótons realmente forem instáveis, eles começarão a decair e os átomos a se desintegrarem, apagando toda a matéria degenerada restante no universo.
Com os prótons terem decaído completamente, a Era do Buraco Negro começa. O universo é agora composto de "galáxias zumbis" de buracos negros, com um buraco negro supermassivo no centro e outros menores o orbitando, como também partículas de luz ao redor. Em algum momento, buracos negros binários possam existir, lançamento grandes quantidades de energia como ondas gravitacionais ao se fundirem. No ano de 159 trilhões, trilhões, trilhões, trilhões, trilhões, a radiação Hawking finalmente faz com que os primeiros buracos negros morram; ao explodirem, iluminam a escuridão interestelar. O universo expande ainda mais—"inflado"— pela energia escura, que, se persistir nessa época como ela é agora, fará com que o universo expanda para sempre, tornando-o frio, escuro e vazio.
Se desejando fazer e tendo os recursos, é teorizado que civilizações suficientemente avançadas, também incluindo os humanos, poderiam criar universos virtuais ou reais, pensando na possibilidade de um multiverso e a evolução entre universos. Entretanto, se escapar do universo for impossível, então a entropia destruirá os últimos buracos negros restantes. O último buraco negro evaporará no ano de 15 trilhões, trilhões, trilhões, trilhões, trilhões, trilhões, trilhões, trilhões, e o universo acabará no ano de 10 mil trilhões, trilhões, trilhões, trilhões, trilhões, trilhões, trilhões, trilhões. O tempo já não tem mais significado e o universo vira um "nada além de um mar de fótons gradualmente indo à mesma temperatura enquanto a expansão do universo os esfria na direção do zero absoluto," como é dito por Brian Cox. O universo ainda existirá, mas é basicamente vazio.
A citação incompleta da Keller é completada: "Tudo tem suas maravilhas, até mesmo a escuridão e o silêncio. E eu aprendi que, em qualquer estado que eu esteja, estarei contente."
Depois dos curtos créditos aparece o texto "Para Ash," o nome do filho do Boswell, nascido no dia 1 de janeiro de 2019.

## Produção

### Filme
A produção foi iniciada no verão de 2018 no hemisfério norte. No dia 9 de outubro, Boswell postou na sua conta no Twitter uma imagem de um experimento inicial para o filme: uma imagem de um buraco negro animado. O screenshot difere totalmente da versão final: os anos extremos são representados com exponenciação, não um contador em movimento e o texto está diretamente na imagem, em vez do hard matte inferior; uma versão posteriormente usada em "The End of Everything". Não há muitas declarações sobre a produção do filme, além de que "Criá-lo precisou de meses de pesquisa sobre cosmologia física, onde as especulações sobre o destino final do universo são variadas e bem contraditórias." Ele disse ter sido inspirado, "anos atrás," pela ideia do Sol aproximando-se de sua morte em cinco bilhões de anos, adicionando: "Mas isso levanta a questão, o que acontece depois? O que acontecerá não apenas em 5 bilhões de anos, mas em 5 trilhões? As respostas estão lá fora, mas são piecemeal e nem apresentadas de forma interessante. Então, assumi a oportunidade de criar algo único que expõe as nossas predições coletivas sobre o futuro, tanto em curto e longo prazo." Escrever o conceito precisou, antes de tudo, de pesquisa, para então construir a linha do tempo que é "o andaime ao redor de onde os visuais e a música são construídos." Após a escrita, ele quebrou a linha do tempo em várias sequências apropriadas.

Pela Fundação Long Now, ele explicou:
Meu plano original era criar algo parecido com uma instalação artística onde não haveria tanta narração e fatos; seria apenas a linha do tempo com alguma chill music e imagens meditativas de buracos negros que durariam por 10 minutos por vez, dando essa impressão abstrata da duração do futuro e quanto vazio existe. Mas quanto mais pesquisei, mais descobri que há tanto o que falar e seria besteira perder essa oportunidade. Eu tinha um rascunho [no verão de 2018] e senti que precisava ser elevado ao próximo nível. Então, passei outros seis meses me aprofundando no VFX, na pesquisa e descobrindo como construir o fluxo de tudo, a estrutura e como fazer tudo funcionar. Estou feliz de ter feito isso. Há tanto o que falar e tanto que tive de deixar de fora. Mas tudo juntou-se tão bem que estou bem feliz de como tudo terminou.
 Como em seus outros filmes, a animação e edição usa Cinema 4D, Octane Render e Adobe After Effects. Legendagem é feita por voluntários no Amara.
Boswell, como em vários de seus filmes, recebeu apoio do cientista de computação Juan Benet, fazendo com que sua empresa Protocol Labs, um laboratório de P&D de open-source, fosse creditada.
Ele também esclareceu que o vídeo/filme não é nem completo e nem feito para ser cientificamente correto e que "É garantido que haverá de fazer muita especulação, então não estou preocupado em ser cientificamente correto quando é impossível predizer o futuro." No filme também é dito que, "Talvez nunca conheceremos [o futuro] com certeza."

### Som e música

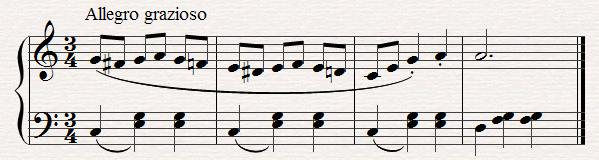
Uma seção de Waltz por Johann Strauss. Boswell citou Strauss no "Hawking's Waltz"; ele quase decidiu simplesmente licenciar a música, mas então decidiu fazer algo do zero.

Boswell disse ter usado muito stock audio no Spitfire Audio, Komplete, 8dio e Omnisphere, como também uma trilha sonora original composta usando Ableton Live; sintetizadores foram tocados usando Yamaha CS-80 e Moog Sub 37. Piano foi tocado com um Gulbransen upright, um instrumento que ele usa frequentemente. Ele considera o Álbum/LP como sendo seu álbum com "desafios sônicos e musicais únicos." Ele declarou que a ideia atrás do tema é "sentir-se imensa, aberta, as vezes solitária e inquietante — ou seja, refletir o futuro do próprio universo," e que ele "também quis proporcionar uma sensação de melancolia, já que essa história representa o futuro de nossa espécie de forma bem sombria." A primeira música da trilha sonora, "Sun Mother," usa um ´ritmo de 120 batidas por minuto, aumentando enquanto o tempo avança para "grifar a taxa acelerada do [timelapse]." O andamento da música também foi levado em consideração, dizendo que "Foi importante para mim ter momentos onde a música, visuais e efeitos sonoros pudessem respirar, para que o telespectador pudesse absorver o que estava vendo
A divisória entre sonoplastia e música é borrada através da experiência. Logo do começo, o contador [anual] [no vídeo] age como um metrônomo guiando a primeira música. Em muitos lugares, os ruídos grossos de buracos negros tomam o lugar das linhas de baixo dos sintetizadores, criando uma conexão simbiótica entre música e visuais. Muitas vezes eu nem distingui entre se eu estava fazendo a sonoplastia ou compondo; tudo veio do mesmo lugar — a necessidade de criar um clima, uma sensação de estar presente num tempo e espaço desconhecidos. [...] A intensidade e variedade dos eventos junto do interplay com a música se combina para deixar difícil não se afogar num barulho sonoro. Precisou de um trabalho bem cuidadoso e seleção sonora para fazer funcionar[,] lembro de passar alguns dias trabalhando somente numa faixa de 10 segundos e som e música.

### Metodologia

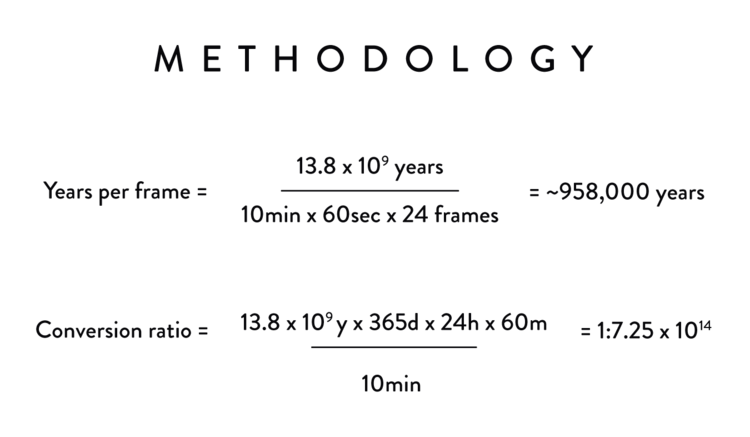
A metodologia do tempo usada em Timelapse of the Entire Universe. Com Timelapse of the Future, o tempo por frame é apenas ~0,5 meses, ou 15 dias, no começo.

O método do tempo usado no filme precisou de "muito mais pensamento e trapaça" do que o predecessor Timelapse of the Entire Universe, onde cada segundo era 22 milhões de anos e cada quadro é aproximadamente 958,000 anos, assim tendo 13,8 bilhões de anos em quase 10 minutos. Boswell usou uma metodologia diferente em Timelapse of the Future, dizendo que:
Poderia ter avançado em cada três segundos e o vídeo acabado em mais de quinze minutos. Mas você está colocando muitas coisas nos primeiros poucos minutos. Tudo da atualidade até a morte da Terra ocorreria em um minuto em vez de três ou quatro. Isso deixaria muito difícil de respirar, Mas então você deve aplicar a mesma regra para o resto do vídeo e garantir que você tenha informações boas para encher o restante do tempo. É um balanço.
Em Timelapse of the Future, o tempo por quadro reduz para aproximadamente 0,5 meses por quadro (o filme é de 24 fps) no começo, enquanto avança. Ele usa o calculo: 12/24 = 0.5, onde: 12 = meses, 24 = quadros e 0.5 = meses.

## Lançamento
O primeiro tweet conhecido sobre o filme é um de 21 de julho de 2018 sobre a Pangeia Última, um evento apresentado no filme. O primeiro tweet explicitamente mencionando sua produção foi postado no dia 10 de outubro, como também outro tweet indiretamente mencionando o final da obra oito dias depois. O primeiro teaser foi postado no Patreon e Vimeo no dia 1 de fevereiro de 2019, seguido por um anuncio no Patreon dizendo que o filme é "o meu lançamento mais ambicioso até o momento". Uma imagem de uma cena foi vazada no Twitter do Boswell no dia 15 de março,  seguido por um teaser de 70 segundos no dia seguinte.
No dia 20 de março, as 17:15 UTC, o filme foi lançado no Melodysheep, com a primiê sendo uma visualização paga, sem propagandas, no seu Patreon nove horas antes. O filme foi exibido no event venue 393, cidade de Nova York, no dia 2 de maio, usando o formato multi-monitor, mas com o contador invisível; seus Patreons receberam ingressos gratuitos. Outra exibição foi realizada no Exploratorium em São Francisco, as 21:30 PT do dia 25 de julho, com uma última exibição ocorrendo no histórico Rodina Film Centre, São Petersburgo, Rússia, as 18:30 MSK no dia 3 de novembro, participando do The World of Knowledge International Film Festival. Uma apresentação no Treefort Music Fest— especificamente no seu evento irmão Hackfort Fest— deveria ter ocorrido no dia 28 de março de 2020, mas foi adiado para ou 23 de setembro ou 2021, devido a pandemia de COVID-19.
A trilha sonora foi principalmente lançada no Bandcamp do Boswell (como em seu hub), mas também na Amazon, Last.fm, SoundCloud (músicas selecionadas), Google Play Music, Spotify e etc. Uma faixa secreta foi publicada somente para os seus Patrons.

## Recepção
| Avaliações agregadas |           |
| Fonte                | Avaliação |
| FilmAffinity         | [ 33 ]    |
| Filmweb              | [ 34 ]    |
| Youtube              | 97,3%     |

O filme recebeu resenhas geralmente positivas online, seja por espectadores, YouTubers, bloggers, especialistas e críticos. É considerado a obra-prima do Boswell. Socialblade relatou um grande aumento nas visualizações e inscrições desde o lançamento, fazendo com que o mesmo seja categorizado como viral. O filme atingiu 10 mil visualizações no dia 29 de março e de acordo com Boswell, 10 milhões no dia 21 de maio. No dia 20 de agosto, o filme tinha 41,245,452 visualizações, 1,633,473 likes versus 44,541 dislikes, causando uma aprovação de 97,3%. Será capaz de gerar USD20,600-165,000 em CPM de acordo com Social Blade, fazendo com que esse seja o vídeos mais lucrativo do Boswell.
O blogger Jason Kottke falou que "Você pode achar que depois da Terra ser devorada pelo Sol após 3 minutos as coisas ficariam entediantes e você deixaria de assistir, mas então perderia as anãs brancas zumbis voando pelo universo [...], as fusões na era dos buracos negros a [trilhões de] anos no futuro, a possível criação de [...] universos e o ponto onde 'nada acontece e continua não acontecendo para sempre.'" Aeon disse que o filme "traduz de forma impressionante a vasta escala de tempo da física teórica e astronomia em 29 minutos de tirar o fôlego, [...] ao sublime do inimaginável, com toda a maravilha e terror que possa ser provocado." O escritor Ahmed Kabil, do Medium do Long Now Foundation disse que "O efeito da morte [do Sol] tão cedo no filme é bem inquietante, igual Hitchcock matando a personagem da Janet Leigh em menos de um terço do filme Psycho." O diretor Eugene Lee Yang disse que é "um video educacional brilhante e de tirar o fôlego que atingiu a minha eterna crise existencial ao núcleo." Um escritor do Miami Herald referenciou The Guerrilha Film Makers Pocketbook de Chris Jones ao falar sobre o filme. Michael Nielsen disse no Twitter: "Maravilhoso. Estamos na era dourada da explicação," adicionando que "sempre achei isso... estranho e devo admitir que a antecipação da reação me faz cada vez mais hesitante de postar coisas do tipo." Também foi apresentado no futuretimeline.net. A revista de psicodelia Psysociety o recomenda, pensando mais nos visuais e sonoplastia. La Boite Verte disse que a música "complementa [os visuais de tirar o fôlego] num poder cósmico grandioso."
Um blogger alemão disse que Boswell "viajou ao futuro do futuro e [nos] mostra como o estado atual da ciência se parece se você acelerar ao infinito. Em um minuto, tudo o que somos é esquecido, tudo vira num buraco negro glutão e a morte demora mais que a vida." Com a legenda "Feliz Quarta, tudo é sem significado," Kevin Pang, da publicação digital The Takeout do G/O Media disse que "Achei as questões existenciais conjuraram o medo, mas também uma sobriedade e foram de tirar o fôlego. Tem a habilidade de fazer os espectadores terem dois pensamentos opostos ao mesmo tempo—que é tudo lindo e nada disso tem significa alguma coisa" Dois bloggers Persas, Ahmadreza Zarei e Kamran Sehebi disseram que é "um documentário aparentemente científico, mas lento, de conceitos éticos profundos," e que "tem um conceito moral profundo, esperando que talvez dará uma visão e entendimento para nós, como Iranianos, um paço e impulso para encarar a bondade e a paz." O filme também foi comparado com o romance Evolution de Stephen Baxter, como também com os romances da Xeelee Sequence, com o comentário: "Todos esses trabalhos repetidamente levam os leitores aos limites da imaginação - como se pode imaginar que as supercordas ou galáxias inteiras sejam usadas como armas? E isso é exatamente como me sinto com esse vídeo."
Os cientistas acham que "o [filme] é bem feito e transmite uma mensagem 'bem poderosa sobre o papel humilde da humanidade na história do universo,'" entretanto, foi criticado pelo pesquisador Jonay González Hernández, do IAC, pelo El País, ao usar a frase confusa do Sean Carroll de que "universos sem vida inteligentes são inférties," no qual Hernández disse que "Um universo que teria uma vida de qualquer um desses tipos seria fértil. Mas se [olharmos no contexto], na parte onde falamos sobre a criação de universos bebês, é lógico pensar que um universo fértil seria aquele onde teria uma civilização inteligente o bastante para criar um novo universo para o qual escapar e, nesse caso, a frase teria sentido." 

### Inspirado
A cantora e atriz Noah Cyrus lançou o videoclipe para a música "The End of Everything", em colaboração com Boswell, no dia 19 de maio de 2020, o qual ela disse ter sido inspirada por Timelapse of the Future. O vídeoclipe é uma instalação artística renovada de Timelapse of the Future, parecida com a versão de rascunho que Boswell tweetou em 2018, com alguns pontos omitidos para ficar dentro da duração da música e outros mudados para se encaixarem com as letras. Alguns vídeos de outras músicas do mesmo álbum também usou imagens criadas pelo Boswell. Em sua conta no Instagram, ela disse: "Eu tive o prazer de também trabalhar com ele nesse daqui. Nunca estive tão inspirada em escrever uma música baseada num visual." Numa entrevista do NPR, ela disse:
O filme atingiu meu coração com tamanha força. A minha mãe é minha melhor amiga e imediatamente comecei a pensar nela ao assistir. Meu tempo com ela e minha família é tão limitado — como também com todos nessa Terra. As montanhas que vejo através da minha janela vão explodir, serão destruídas e não haverá nem a mim, nem você, nem a minha mãe ou meu pai. Há algo realmente assustador, mas também confortante, pois quando você pensa em quanto medo e ódio há no mundo, saberá que isso também acabará.
Para mim, realmente colocou em perspectiva quão curto os nossos momentos como humanos são. Coisas que ocorreram quando eu era mais jovem entraram no meu coração e eu quis me desculpar. Há pessoas com quem quis conversar, pois não havia checado com elas já tinha algum tempo. Há os erros que senti que deveria corrigir. Percebi que preciso apreciar mais a atualidade e deixar aqueles quem eu amo saberem disso. A mensagem é que o que temos agora é o que importa. Nada mais.
 Boswell, que foi o diretor do vídeoclipe, disse na sua conta no Instagram: "Ela capturou o assunto de forma mais elegante em 3 minutos do que eu fui capaz em 30. Trabalhamos juntos na criação duma versão customizada reduzida do meu original para encaixar-se com a música, que é assombrosamente linda, como também o resto do EP de mesmo nome. Agradeço à Noah e toda sua equipe por ter feito que eu fosse parte disso."

## Prêmios
Timelapse of the Future venceu o Webby Awards de 2020 nas categorias People's of Voice e Science & Education General Video, com um discurso de 5 palavras dizendo: "Agradeço um milhão, bilhão, trilhão," fazendo com que fosse o seu segundo e terceiro Webby Award desde ter ganhado por remixar frases do Fred Rogers da PBS.
| Ano  | Categoria                         | Prêmio                                         | Resultado |
| ---- | --------------------------------- | ---------------------------------------------- | --------- |
| 2019 | N/A                               | World of Knowledge International Film Festival | Indicado  |
| 2020 | People's of Voice                 | Webby Award                                    | Venceu    |
| 2020 | Science & Education General Video | Webby Award                                    | Venceu    |

## Efeitos
Muitos espectadores relataram terem sentido uma crise existencial devido a velocidade do filme até o fim dos tempos ser rápida e a representação do tamanho da humanidade. Muitos desses efeitos foram vistos nos comentários, com exemplos incluindo: "Se você ver meu comentário falando 189 anos atrás,[...] é porque eu já estou morto," "Por que ainda estamos aqui? Só para sofrer?" etc, Um escritor anonimo disse: "Todos esses anos assistindo vídeos no Youtube, nunca um me tocou a tal ponto de eu estar sem palavras no final, incapaz de entender o vazio existencial que ele me causou. É um sentimento assustador, uma mistura de emoções, como se a entropia finalmente venceu e você já não sabe mais o que está sentindo." O ensaista de filosofia Oshan Jarow, em Musing Mind disse que o filme "nos lembra de quão improvavel a nossa sentiencia é, como também quão improvaveis as nossas capacidades para sentimento & inteligência são. Insanidade. Sem significado."

Quando perguntado, Boswell disse:
Acho confortável. É de certa forma algo lindo que o Big Bang foi iniciado do nada e então tudo retornará ao nada. Há um arco que acho poético. Não o nada. Se a verdade realmente for essa, que seja. Acho que coloca tudo em sua vida em perspectiva. É realmente sobre a jornada, não o destino. Estamos aqui só para viver o nosso momento no sol e melhor que podemos aproveitar. Vivemos nesse momento que não é nos primeiros dias do universo, quando tudo era uma bola de fogo homogênea e nem vivemos no fim do universo, onde é um vazio completamente gelado. Estamos num momento Ideal. Se jogarmos certo, potencialmente temos trilhões de anos para vivermos este momento e o apreciarmos o máximo possível.

## Spinoff
No dia 31 de agosto de 2019, Boswell lançou um teaser para o seu próximo projeto, a websérie Life Beyond, que fala sobre a vida extraterrestre e a localização da humanidade no universo, numa tecnica lenta de narrativa não linear, com imagens de ficção científica enquanto segura o seu gênero científico. Seu primeiro episódio, "The Dawn", foi lançado as 17:00 UTC do dia 21 de novembro, com os Patrons podendo assistir nove horas antes. Foi então revelado que a websérie é um spinoff de Timelapse of the Future, o qual Boswell descreveu como "uma perspectiva mais otimista da vida humana e nosso lugar na história do universo." Seus Patrons puderam assistir um making-of do filme, como também ouviram uma música bônus. Tem resenhas geralmente positivas pelos espectadores e foi promovido pelo Instituto SETI. Seu segundo episódio, "The Museum of Alien Life", foi lançado no dia 7 de outubro de 2020. O tema originalmente envolveria a "realização der contato com vida inteligente, sobreviver ao fim do universo, a física da vida alienígena e mais."30:15

## Na cultura da Internet
O filme fez com que várias paródias ou vídeos/filmes parecidos fossem postados no Youtube. No dia 11 de setembro de 2019, uma versão curta de paródia, em Simple English (mas gramaticamente incorreta), com o mesmo título, foi lançada no canal Mitu Comparisons. Usa uma música de batida forte no começo e vai dobrando o seu lapso a cada segundo enquanto entra na Era Degenerada. a Narração foi trocada por legendas. Vários pontos ou foram pulados ou alterados (como a era do Antropoceno começando com os avanços tecnológicos em vez dos pontos geocientíficos) para melhor encaixar nos 9 minutos de duração. Um vídeo mudo com o estilo do Calendário Cósmico com o mesmo título foi postado na conta Bahadur Parallax no dia 12 de maio de 2020. Tem o estilo de uma faixa vertical, movendo lentamente para o futuro, acabando no dia "1 de janeiro".
Uma das músicas da trilha sonora, "Ether", foi usada no curta de comédia satírica CouchX, do Kevin James. Um vídeo game de sci-fi, Out There: Oceans of Time, usa o nome da música "Oceans of Time."

## Trilha sonora
O título do álbum, The Arrow of Time, é tirado da narração de Brian Cox:
A flecha do tempo cria uma janela na adolescência do universo onde a vida é possível. Mas é uma janela que não fica aberta por muito tempo. Como uma fração do tempo de vida do universo, medido do seu começo até a evaporação do último buraco negro, a vida, como conhecemos, é somente possível por um milésimo de um bilionésimo bilionésimo bilionésimo bilionésimo bilionésimo bilionésimo bilionésimo de um por cento.
Essa lista ainda não inclue a música secreta postada no Patreon. Todas são compostas por John D. Boswell.
| N.º            | Título                                 | Duração |  |
| 1.             | "Sun Mother"                           | 3:36    |  |
| 2.             | "The Somnium"                          | 5:30    |  |
| 3.             | "Ether"                                | 1:54    |  |
| 4.             | "Wither Away"                          | 0:58    |  |
| 5.             | "Afterlife"                            | 0:51    |  |
| 6.             | "Mesa"                                 | 1:11    |  |
| 7.             | "Subterranean"                         | 1:42    |  |
| 8.             | "The Long Sleep"                       | 1:43    |  |
| 9.             | "Black Desert"                         | 1:33    |  |
| 10.            | "Hawking Waltz"                        | 1:15    |  |
| 11.            | "Oceans of Time"                       | 2:46    |  |
| 12.            | "The Rising Dawn Bellows Like Thunder" | 4:12    |  |
| 13.            | "City of Ghosts"                       | 1:32    |  |
| 14.            | "Passage (Bonus)"                      | 2:45    |  |
| Duração total: | Duração total:                         | 31:28   |  |

### Filmes usados
- 2012 (filme)
- Geostorm
- Into the Universe with Stephen Hawking
- A Brief History of Time
- Journey to the Edge of the Universe
- Como Funciona o Universo
- Noé
- Impacto Profundo
- Wonders of the Universe
- Voyage of Time

## Leituraadicional
- Nevres, M. Özgür (27 de abril de 2019). «Timelapse of the future: an amazing video». Our Planet. Detailed scientific plot cited with sources, as well as necessary points dismissed in the film. Istanbul, Turkey. Consultado em 31 de julho de 2020
- Merali, Zeeya (20 de outubro de 2017). «Scientists Want to Create a Universe in a Lab, And They Actually Could». Aeon. Consultado em 31 de julho de 2020 – via Futurism, Singularity University
- Francis, Matthew R. (22 de setembro de 2015). «Do protons decay?». Symmetry Magazine. Consultado em 31 de julho de 2020
- Jones, Chris; Jolliffe, Genevieve; Zinnes, Andrew (22 de outubro de 2015). The Guerilla Film Makers Pocketbook: The Ultimate Guide to Digital Film Making. A work referenced on the film's success. [S.l.]: Bloomsbury Publishing. ISBN 978-1-4411-4705-9. Consultado em 4 de agosto de 2020
- Cain, Fraser (3 de abril de 2015). «How Do Black Holes Evaporate?». Universe Today. Consultado em 31 de julho de 2020